# Plat (taal)
Plat is een informele aanduiding voor de volkstaal, min of meer overeenkomend met het plaatselijk dialect, in tegenstelling tot de zogeheten cultuurtaal in hetzelfde taalgebied. De term wordt in deze betekenis gebruikt in heel Nederland en Vlaanderen en ook in Noord-Duitsland, vooral ter aanduiding van de aldaar plaatselijke volkstaal. 
In het Nederlands kan de term als adjectief ook betrekking hebben op de woordkeuze, zoals bij 'plat taalgebruik', dat raakt aan schuttingtaal en onbehoorlijke (platvloerse) woordkeuze.

## Etymologie
De term vindt zijn oorsprong in het Latijnse plattus, dat letterlijk 'vlak' betekent, en bereikte het Nederlands via de Oudfranse vorm plat. Dit laatste woord (die tevens ten grondslag aan de term 'platitude' ligt) kan behalve als 'vlak' ook als 'gelijk' vertaald worden. 
In het Middelnederlands krijgt plat de betekenis van 'duidelijke, begrijpelijke taal', in tegenstelling tot het Latijn en de meer literaire schrijftaal van de elite. Via het Nederlands, bereikte het woord ook de Noord-Duitsland (Platt) waar het een soortgelijke betekenis behield.
Het is een misverstand, specifiek een volksetymologie, dat het woord 'plat' zich laat afleiden van een hoogteverschil tussen het Noorden en Zuiden van Duitsland of een connectie zou hebben met boersheid, c.q. het platteland. De eerste etymologie laat zich verklaren door het feit dat Noordduitsers hun dialecten vanaf ongeveer de tweede helft van de 17e eeuw als Platt gaan noemen, wat later door taalkundigen als Platt- of Niederdeutsch wordt overgenomen. Voor de tweede etymologie wordt soms een verband gelegd met het woord 'plat' in de betekenis "onbeschaafd" (zoals het Franse patois) en het uitbreiden van de standaardtaal ten koste van dialecten in de Randstad Holland, waardoor dialectgebruik soms gelijk wordt gesteld met provincialisme.